# Pleurothallis tetrachaeta
Pleurothallis tetrachaeta är en orkidéart som beskrevs av Carlyle August Luer och Alexander Charles Hirtz. Pleurothallis tetrachaeta ingår i släktet Pleurothallis och familjen orkidéer. Inga underarter finns listade i Catalogue of Life.